# لوک کلارک
لوک کلارک (انگلیسی: Luke Clark؛ زادهٔ ۲۴ مهٔ ۱۹۹۴) بازیکن فوتبال اهل بریتانیا است.
از باشگاه‌هایی که در آن بازی کرده‌است می‌توان به باشگاه فوتبال پرستون نورث اند، باشگاه فوتبال سالفورد سیتی، باشگاه فوتبال ویتون آلبیون، و باشگاه فوتبال آکرینگتون استنلی اشاره کرد.